# Trochosa guatemala
Trochosa guatemala är en spindelart som beskrevs av Chamberlin och Ivie 1942. Trochosa guatemala ingår i släktet Trochosa och familjen vargspindlar.
Artens utbredningsområde är Guatemala. Inga underarter finns listade i Catalogue of Life.